# NGC 193

NGC 193

إن جي سي 193 (بالإنجليزية: NGC 193)‏ التي يرمز لها بالرمز NGC 193، هي مجرة، في كوكبة الحوت.

## الاكتشاف
اكتشفت في 21 ديسمبر 1786، بواسطة ويليام هيرشل.